# كال مان
كال مان (بالإنجليزية: Kal Mann)‏ هو كاتب أغاني وشاعر أمريكي، ولد في 6 مايو 1917 في فيلادلفيا في الولايات المتحدة، وتوفي بنفس المكان في 28 نوفمبر 2001.

## وصلات خارجية
- كال مان على موقع IMDb (الإنجليزية)
- كال مان على موقع ميوزك برينز (الإنجليزية)
- كال مان على موقع قاعدة بيانات برودواي على الإنترنت (الإنجليزية)
- كال مان على موقع أول ميوزيك (الإنجليزية)
- كال مان على موقع ديسكوغز (الإنجليزية)